# 滿月酒 (電影)
《滿月酒》是一部2015年電影，改編自定居美國的臺灣導演鄭伯昱自身的故事。劇情是描寫身為同性戀的主角受到傳統家庭觀念束縛，又面臨傳宗接代的問題，在經由不同途徑尋求代理孕母的過程中，一連串的衝擊接踵而至。

## 劇情概要
「我是一個gay，我有追求幸福的權利，我認為我必須誠實以對，尊重我自己，我才有權利要求別人尊重我！」故事在探討代理孕母、多元成家等議題：一對分別在東方和西方背景下成長的男同志戀人，想要擁有自己的小孩，該怎麼辦？他們千方百計找到適合的卵子供應者，並蒐尋世界各國尋找代理孕母；在這過程當中，來自東方的母親該如何接受來自兒子的種種衝擊？！

## 演員陣容
主要演員
| 演員             | 飾演角色    | 介紹                  |
| 歸亞蕾           | Danny的母親 | 女主角                |
| 鄭伯昱           | Danny       | 男主角                |
| 麥可·亞當·漢彌頓 | Tate        | 男主角；Danny的男朋友 |

其他演員
| 演員                      | 飾演角色         | 介紹                  |
| 丁也恬                    | 林醫師           |                       |
| 伊薇特·梅塞德斯           | Yvette           |                       |
| 李沛旭                    | Danny的弟弟      |                       |
| 莫愛芳                    | Mickey           | Danny母親家裡的傭人。 |
| 王滿嬌                    | 張阿姨           |                       |
| 馬志                      | 林先生           |                       |
| Meera Simhan              | Dr. Gupta        |                       |
| Elizabeth Ann Koshak      | 機場的旅客       |                       |
| Stephanie Garvin          | Hiker            |                       |
| Jason Stuart              | Dr. Schwartz     |                       |
| Nadège August             | Tekisha          |                       |
| Ellie Jameson             | Suzy             |                       |
| Jillian Peterson          | 代理孕母         |                       |
| Lauryn Nicole Hamilton    | Claire           |                       |
| Aalok Mehta               | Raj              |                       |
| Matt Orduna               | Officer Gonzales |                       |
| Hong Lei                  | Asian Egg Donor  |                       |
| Candice M Arnwine         | 母親             |                       |
| Kya Dawn Lau              | 亞裔女孩         |                       |
| Chrisanne Eastwood        | Officer Jones    |                       |
| Joshua Ryder Hamilton     | 金髮小男孩       |                       |
| Monica Hsueh              | 海關官員         |                       |
| Chadworth Herzog Edgemont | Atmosphere       |                       |

## 電影歌曲
- 《彩虹》張惠妹：無償授權為電影MV[4]

## 外部連結
- 滿月酒的Facebook專頁
- Yahoo奇摩電影上《滿月酒》的資料（繁體中文）
- 開眼電影網上《滿月酒》的資料（繁體中文）
- 香港影庫上《滿月酒》的資料（繁體中文）
- 时光网上《滿月酒》的資料（简体中文）
- 豆瓣电影上《滿月酒》的資料 （简体中文）
- 互联网电影数据库（IMDb）上《滿月酒》的资料（英文）